# Martina Ratej

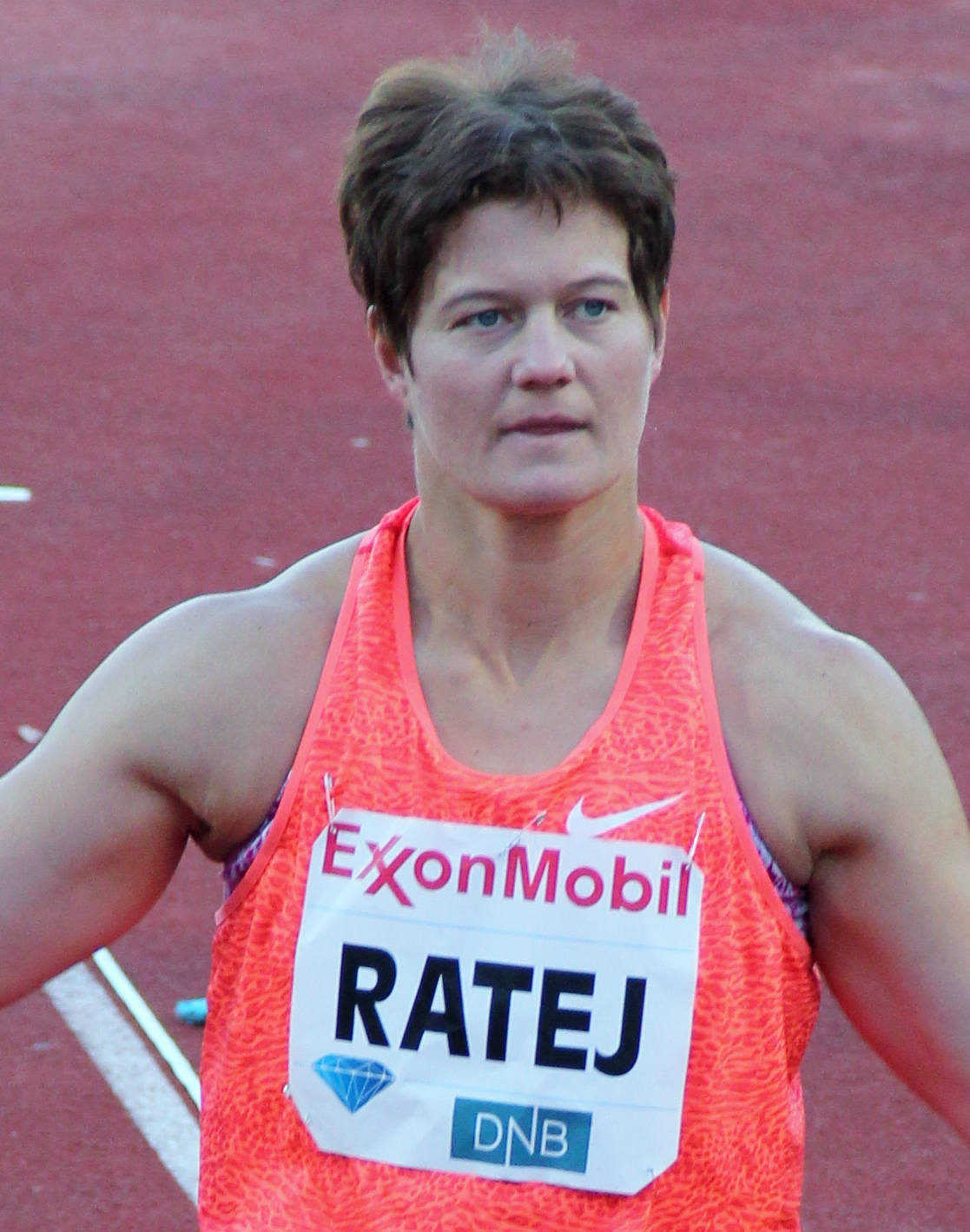
Martina Ratej no Bislett Games 2015

Martina Ratej (nascido em 2 de novembro de 1981) é um atleta eslovena que compete no lançamento de dardo.
Ele representou seu país nos Jogos Olímpicos de Verão de 2008 em Pequim e em Londres em 2012.